# Colette Bothof
Colette Bothof, née le 29 août 1962 à Harare au Zimbabwe, est une réalisatrice et scénariste néerlandaise.

## Filmographie
| année     | film                             | réalisatrice | scénariste | notes                        |
| --------- | -------------------------------- | ------------ | ---------- | ---------------------------- |
| 1993      | One Way Ticket to Oblivion       | Oui          | Oui        | court métrage                |
| 1996      | The Attack                       | Oui          | Oui        | court métrage                |
| 1995-1998 | 12 steden, 13 ongelukken (nl)    |              | Oui        | série télévisée (3 épisodes) |
| 2003      | Dwaalgast (nl)                   | Oui          | Oui        | téléfilm                     |
| 2004      | Le ciambelle                     | Oui          |            | court métrage                |
| 2005      | Zwarte zwanen (nl) (Black Swans) | Oui          |            | long métrage                 |
| 2005      | Enneagram                        | Oui          | Oui        | série télévisée (1 épisode)  |
| 2008      | Kika et Bob                      | Oui          | Oui        | mini-série (13 épisodes)     |
| 2013      | Kika & Bob 2                     |              | Oui        | série télévisée              |
| 2014      | Zomer                            | Oui          |            | long métrage                 |